# Мало Крчево
Мало Крчево (хорв. Malo Krčevo) — населений пункт у Хорватії, у Сисацько-Мославинській жупанії у складі громади Маюр.

## Населення
Населення за даними перепису 2011 року становило 19 осіб.
Динаміка чисельності населення поселення:

## Клімат
Середня річна температура становить 10,95 °C, середня максимальна – 25,48 °C, а середня мінімальна – -6,12 °C. Середня річна кількість опадів – 969 мм.
| Клімат поселення                              | Клімат поселення | Клімат поселення | Клімат поселення | Клімат поселення | Клімат поселення | Клімат поселення | Клімат поселення | Клімат поселення | Клімат поселення | Клімат поселення | Клімат поселення | Клімат поселення | Клімат поселення |
| Показник                                      | Січ.             | Лют.             | Бер.             | Квіт.            | Трав.            | Черв.            | Лип.             | Серп.            | Вер.             | Жовт.            | Лист.            | Груд.            |                  |
| Середній максимум, °C                         | 7,17             | 9,14             | 13,56            | 17,79            | 22,29            | 25,48            | 24,46            | 23,74            | 20,16            | 15,28            | 9,88             | 5,67             |                  |
| Середня температура, °C                       | 0,53             | 2,48             | 6,90             | 11,15            | 15,65            | 18,85            | 20,56            | 19,87            | 16,27            | 11,40            | 5,98             | 1,78             |                  |
| Середній мінімум, °C                          | −6,12            | −4,18            | 0,25             | 4,50             | 9,00             | 12,20            | 16,68            | 15,97            | 12,39            | 7,50             | 2,10             | −2,1             |                  |
| Норма опадів, мм                              | 61               | 58               | 68               | 81               | 85               | 95               | 87               | 88               | 86               | 89               | 95               | 76               |                  |
| Середньомісячна швидкість вітру, м/с          | 1.69             | 1.89             | 2.28             | 2.18             | 2.00             | 1.80             | 1.80             | 1.61             | 1.60             | 1.70             | 1.71             | 1.74             |                  |
| Середньомісячна сонячна радіація, кДж/м²·день | 4321             | 7062             | 10810            | 15263            | 19517            | 21608            | 22779            | 19769            | 14706            | 9120             | 4857             | 3557             |                  |
| --------------------------------------------- | ---------------- | ---------------- | ---------------- | ---------------- | ---------------- | ---------------- | ---------------- | ---------------- | ---------------- | ---------------- | ---------------- | ---------------- | ---------------- |
| Джерело:                                      |                  |                  |                  |                  |                  |                  |                  |                  |                  |                  |                  |                  |                  |